# Jöran Persson

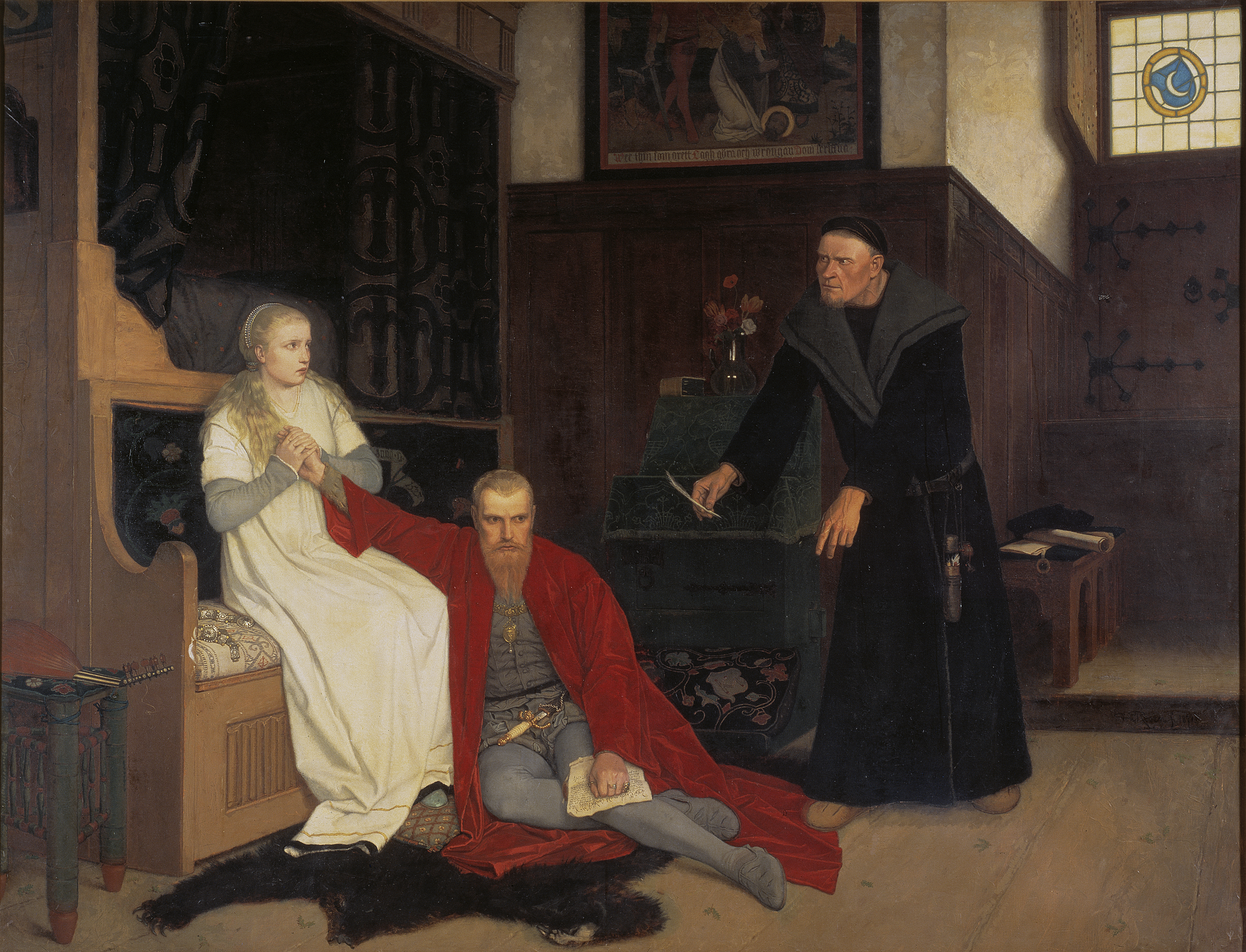
Persson, a destra, insieme al re Eric XIV e alla regina Karin

Jöran Persson (Sala, 1530 – settembre 1568) fu il consigliere più fidato di Eric XIV di Svezia e capo della rete di spie del re.

## Biografia
Figlio di Petrus Joensson, un sacerdote, e di Anna Phersönernas, nei primi anni del 1550 studiò all'Università di Wittenberg dove si dimostrò studente dotato e apprezzato dall'eminente teologo Filippo Melantone che lo raccomandò al re Gustavo I di Svezia.
Al suo ritorno in Svezia, gli venne data una pensione annua e un posto di lavoro al servizio del re, di cui divenne un anno dopo il segretario personale del re. Gli venne dato anche il castello di Vyborg.
Nel 1558 ricevette un altro importante incarico, ossia venne messo a capo degli ispettori del Re in Västergötland, al fine di istituire un registro delle proprietà.
Dopo la conclusione di questa missione in Västergötland, Gustav venne fatto segretario personale del principe Eric. Quando questi ascese al trono nel 1560, Persson ricevette titoli nobiliari divenendo Signore di Trögd Hundred.
Nel 1561 si sposò con Anna Andersdotter che gli diede due figli:
- Erik Jöransson Tegel, celebre storico;
- Anders Jöransson Tegel, che sposò Brita Månsdotter-Hand.

Pur se educato in un ambiente protestante assai credente, confidava nell'astrologia e fu un agnostico.
Essendo a capo del Comitato del re, il giudice di più alto grado nel regno, ebbe potere di vita e di morte sugli imputati e gli venne pertanto rimproverato dal popolo di perseguire interessi personali.
Nell'estate del 1563 domò la ribellione provocata dal fratellastro del re il duca Giovanni. Insieme ai seguaci, venne imprigionato nel castello di Turku e giustiziato. Subito dopo l'arresto di Giovanni, scoppiò la Guerra dei sette anni del Nord tra la Svezia e una coalizine formata dalla Danimarca-Norvegia, da Lubecca e dalla Confederazione Polacco-Lituana. La guerra, che fu particolarmente cruenta, venne vinta dalla Svezia sul fronte del mare, ma andò male a terra.
La guerra causò unamaggiore impopolarità per il re e Persson in quanto comportò la distruzione di molte città svedesi e la perdita di migliaia di vite. Perfino il ceto aristocratico iniziava a manifestare malcontento. Eric e Persson temettero allora nuove ribellioni. Se non bastasse Persson dovette anche far fronte alla malattia mentale del re, che in questo periodo mostrò i primi segni. Per prevenire rivolte popolari e le azioni dei suoi nemici politici, fece arrestare e condannare a morte tutti coloro che potevano rappresentare una minaccia: nel maggio 1567invitò tutti i sospettati a recarsi al Castello di Svartsjö e al loro arrivo gli condusse in carcere. Vennero tutti processati nel castello di Uppsala con Persson nelle vesti di supremo giudice penale.
L'ultimo ad essere arrestato fu Nils Sture, un diplomatico appena tornato dalla Lorena e discendente del re Cristiano II di Svezia, oltre che cognato della regina Margherita. Venne ordinata l'esecuzione ma poi all'ultimo sembrò che il re volesse graziarlo. Tuttavia Sture fu trovato assassinato nella sua cella. Dopo l'omicidio, Persson convinse il Consiglio della nobiltà, che il diplomatico fosse un traditore e che la sua morte dovesse essere considerata al pari di una esecuzione capitale.
L'omicidio di Sture però peggiorò le condizioni di salute mentale del re: questi fu deposto e venne nominato un consiglio di reggenza che, come primo atto di potere, fece arrestare Persson e liberare il duca Giovanni.
Il re recuperò la sua salute, riprese il suo posto sul trono e fece liberare il suo consigliere. Non rimise in carcere suo fratello ma cercò di riconciliarsi con lui.
Giovanni però organizzò una rivolta prendendo come pretesto il matrimonio di Eric con la popolana Karin Månsdotter. Alla rivolta si unì la nobiltà intera desiderosa di vendicarsi della politica repressiva del re. Nel 1568 Eric fu costretto ad abdicare e Giovanni salì al trono col nome di Giovanni III di Svezia.
Persson fu nuovamente arrestato e, dopo un processo sommario, venne condannato all'esecuzione capitale. La morte avvenne molto lentamente: venne torturato alla ruota e poi decapitato tra il 18 settembre e il 21 settembre 1568.